# Београд за понављаче
Београд за понављаче: дневник догађаја је дело које је написао Богдан Тирнанић, први пут објављено 1998. године у издању "Народне књиге". Поновљено издање је штампала издавачка кућа "Дерета" 2012. године.

## О аутору
Богдан Тирнанић (14. септембар 1941-16. јануар 2009) био је један од најпознатијих српских новинара, есејиста и филмских критичара. Колумне је објављивао у најчитанијим новинама бивше Југославије: Сусрету, Политици, Борби, НИН-у (две деценије био уредник и главни уредник), Телеграфу, Дневном Телеграфу, Радио ТВ ревији, Оку, Књижевној речи, Прешу, Профилу. Радио је и на ТВ Београд, био је заменик уредника ТВ Политика, главни уредник часописа "Њу Момент", креативни директор агенције SMS Bates. 
Глумио је у Раним радовима Желимира Жилника, Црном Бомбардеру Дарка Бајића, филму Дечко који обећава, у серији Отписани. Тирнанић је био коаутор сценарија за филм Последњи круг у Монци. Аутор је књига Београд за почетнике, Београд за понављаче, Огледи о Паји Патку и коаутор Београдских прича.

## О делу
Београд за понављаче или како у поднаслову књиге стоји Дневник догађаја јесте суптилно и безвремено сећање на људе и догађаје који су мењали живот, простор и време. Књига је скуп фељтона из „београдског живота“, и наставак књиге Београд за почетнике. Читаоц је поново у прилици да путује кроз замршене лавиринте Београда. Упозорава на могуће катастрофалне опасности које предстоје, и на тај начин чува неке ствари од ништавила и заборава.
Београд за понављаче је ода једном граду који је поред свих промена остао јединствен и непоновљив, хроника времена које је прошло, али је оставило неизбрисив траг у срцима и душама становника, путника, пролазника...  